# Франклин Фарм (Вирџинија)
Франклин Фарм (енгл. Franklin Farm) насељено је место без административног статуса у америчкој савезној држави Вирџинија.

## Демографија
По попису из 2010. године број становника је 19.288.
| Група             | 2000.    | 2010.          |
| Белци             | 0 (0,0%) | 14.087 (73,0%) |
| Афроамериканци    | 0 (0,0%) | 634 (3,3%)     |
| Азијати           | 0 (0,0%) | 2.996 (15,5%)  |
| Хиспаноамериканци | 0 (0,0%) | 1.005 (5,2%)   |
| Укупно            | 0        | 19.288         |